# فریدریک گاردنر کترل
فریدریک گاردنر کترل (انگلیسی: Frederick Gardner Cottrell؛ ۱۰ ژانویهٔ ۱۸۷۷ – ۱۶ نوامبر ۱۹۴۸) یک شیمی‌دان اهل ایالات متحده آمریکا بود.